# Puccinia polysora
Puccinia polysora ist eine Ständerpilzart aus der Ordnung der Rostpilze (Pucciniales). Der Pilz ist ein Endoparasit verschiedener Süßgräser. Symptome des Befalls durch die Art sind Rostflecken und Pusteln auf den Blattoberflächen der Wirtspflanzen. Sie ist in weiten Teilen der Welt verbreitet.

## Merkmale

### Makroskopische Merkmale
Puccinia polysora ist mit bloßem Auge nur anhand der auf der Oberfläche des Wirtes hervortretenden Sporenlager zu erkennen. Sie wachsen in Nestern, die als gelbliche bis braune Flecken und Pusteln auf den Blattoberflächen erscheinen.

### Mikroskopische Merkmale
Das Myzel von Puccinia polysora wächst wie bei allen Puccinia-Arten interzellulär und bildet Saugfäden, die in das Speichergewebe des Wirtes wachsen. Aecien oder Spermogonien der Art sind nicht bekannt. Die zimtbraunen Uredien der Art wachsen beidseitig auf den Blättern der Wirtspflanzen. Ihre gelben bis goldenen Uredosporen sind unregelmäßig ellipsoid bis eiförmig, 29–36 × 23–29 µm groß und fein stachelwarzig. Die beidseitig wachsenden Telien sind schwarzbraun, lang bedeckt und klein. Die haselnussbraunen Teliosporen sind ein- bis zweizellig, variabel geformt und 29–41 × 20–27 µm groß; ihre Stiele sind gelb oder braun und bis zu 30 µm lang.

## Verbreitung
Das bekannte Verbreitungsgebiet von Puccinia polysora umfasst Amerika von den USA bis Peru, Afrika, Thailand und die Philippinen.

## Ökologie
Die Wirtspflanzen von Puccinia polysora sind Mais (Zea mays), Erianthus alopecuroides, Euchlaena maxicana sowie verschiedene Tripsacum-Arten. Der Pilz ernährt sich von den im Speichergewebe der Pflanzen vorhandenen Nährstoffen, seine Sporenlager brechen später durch die Blattoberfläche und setzen Sporen frei. Die Art verfügt über einen Entwicklungszyklus, von dem bislang lediglich Telien und Uredien sowie deren Wirt bekannt sind; Spermogonien und Aecien konnten dem Pilz nicht zugeordnet werden.